# El show de la tarde (programa de televisión uruguayo)
El Show de la tarde fue un programa de televisión uruguayo emitido entre el 1 de marzo de 2021 y el 29 de septiembre de 2023 por Canal 10. Presentado por Paola Bianco y Aldo Martínez, se emitió de lunes a viernes a las 14:30, después de la edición mediodía de Subrayado.

## Formato
El show de la tarde incluía juegos, invitados y competencias en un programa en vivo. El segmento La Estrella de la Cocina, reunía cada semana a cuatro participantes amateurs que deben enfrentar diferentes pruebas culinarias que les permitirán sumar puntos día a día. El chef Lucas Fuente, que se desempeña como jurado, se encargará de calificar los platos; el concursante que logre la mayor cantidad de puntos será el ganador semanal, que clasificará automáticamente a la siguiente semana de competencia. Además, la audiencia puede interactuar con el programa y participar por un auto 0km.En la última etapa del programa, del concurso también participaban invitados famosos.

## Historia
En noviembre de 2022 el programa fue levantado del aire temporalmente debido a la transmisión de los partidos de la Copa Mundial de Fútbol de 2022.El lunes 16 de enero de 2023 el programa estrenó una nueva temporada.
A inicios de septiembre de 2023, las autoridades de la cadena anunciaron que el programa saldría del aire.

## Equipo

### Conducción
- Paola Bianco (2021-2023)
- Aldo Martínez (2021-2023)

### Jurado
- Lucas Fuente (2021-2023)

### Móviles
- Pablo Magno (2023)